# His Only Pants
His Only Pants è un cortometraggio muto del 1915 diretto da Eddie Lyons.

## Produzione
Il film fu prodotto dalla Nestor Film Company.

## Distribuzione
Distribuito dall'Universal Film Manufacturing Company, il film - un cortometraggio di una bobina - uscì nelle sale cinematografiche USA il 2 aprile 1915.